# Hippeastrum harrisonii
Hippeastrum harrisonii là một loài thực vật có hoa trong họ Amaryllidaceae. Loài này được (Lindl.) Hook.f. mô tả khoa học đầu tiên năm 1900.